# Pałac w Granicy
Pałac w Granicy – zabytkowy pałac z 1908 r. we wsi Granica (województwo dolnośląskie), w Polsce, w powiecie świdnickim, w gminie Strzegom.

## Opis
Obiekt postawiony w stylu eklektycznym na planie prostokąta posiada dwie kondygnacje. Nakryty jest dachem mansardowym a w prawym, frontowym rogu ma sześcioboczną wieżyczkę. Na osi pałacu znajduje się brama wjazdowa do prostokątnego, dużego dziedzińca. Po zakończeniu II wojny światowej w pałacu mieściła się szkoła rolnicza, następnie szkoła podstawowa, później PGR.